# حمام مکرود
حمام مکرود مربوط به اواخر دوره قاجار است و در شهرستان تنکابن، بخش نشتا، دهستان تمشکل، روستای مکرود واقع شده و این اثر در تاریخ ۲۶ اسفند ۱۳۸۶ با شمارهٔ ثبت ۲۲۰۴۴ به‌عنوان یکی از آثار ملی ایران به ثبت رسیده است.